# The Essential Johnny Cash
The Essential Johnny Cash es una compilación de las mejores canciones en un álbum doble del cantante country Johnny Cash, fue lanzado como parte de la serie The Essential de la discográfica Sony BGM. Este álbum se recopiló para celebrar los 70 años de Cash, no hay que confundirlo con el box set de 3 discos lanzados en 1992 con el nombre The Essential Johnny Cash 1955-1983.

Este álbum doble se concentra principalmente en los primeros 15 años de carrera de Cash desde que estaba en Sun Records y los primeros años en Columbia Records más 8 canciones de después de los años 70, dejando de lado el tiempo que ha estado en American Recordings.

Entre las 36 canciones de este álbum se destacan la canción "Girl from the North Country" del álbum de Bob Dylan en 1969 Nashville Skyline y la canción "The Wanderer" del álbum de U2, Zooropa.

Como testimonio de la amplia influencia de Cash sobre los géneros del country, rock, entre otros estilos de música modernos y su largo grupo de fanáticos alrededor del mundo, en el disco se puso unos testimonios y las felicitaciones por sus 70 años hechos por varios artistas como Willie Nelson, Kris Kristofferson, Tom Petty, su hijastro Nick Lowe, su esposa June Carter Cash, Keith Richards, Elvis Costello, Corey Taylor, Shawn Crahan de Slipknot, Kirk Hammett de Metallica y Henry Rollins de Black Flag.

## Canciones

### Disco 1
1. Hey Porter – 2:13
(Cash)
2. Cry, Cry, Cry – 2:23
(Cash)
3. I Walk the Line – 2:43
(Cash)
4. Get Rhythm – 2:13
(Cash)
5. There You Go – 2:17
(Cash)
6. Ballad of a Teenage Queen – 2:11
(Jack Clement)
7. Big River – 2:31
(Cash)
8. Guess Things Happen That Way – 1:49
(Jack Clement)
9. All Over Again – 2:12
(Cash)
10. Don't Take Your Guns to Town – 3:02
(Cash)
11. Five Feet High and Rising – 1:46
(Cash)
12. The Rebel - Johnny Yuma – 1:52
(Richard Markowitz y Andrew Fenady)
13. Tennessee Flat-Top Box – 2:58
(Cash)
14. I Still Miss Someone – 2:34
(Cash y Roy Cash Jr.)
15. Ring of Fire – 2:35
(June Carter y Merle Kilgore)
16. The Ballad of Ira Hayes – 4:07
(Peter LaFarge)
17. Orange Blossom Special – 3:06
(E.T. Rouse)
18. Were You There (When They Crucified My Lord) – 3:51
(canción tradicional pero arreglada por Cash)

### Disco 2
1. It Ain't Me, Babe – 3:03
(Bob Dylan)
Cantada junto con June Carter Cash
2. The One on the Right is on the Left – 2:47
(Jack Clement)
3. Jackson – 2:44
(Gaby Rodgers y Billy Edd Wheeler)
Cantada junto con June Carter Cash
4. Folsom Prison Blues (Verion en vivo) – 2:44
(Cash)
5. Daddy Sang Bass – 2:20
(Carl Perkins)
6. Girl from the North Country – 3:42
(Bob Dylan)
Cantada junto a Bob Dylan de su álbum Nashville Skyline
7. A Boy Named Sue – 3:46
(Shel Silverstein)
8. If I Were a Carpenter – 2:59
(Tim Hardin)
Cantada junto con June Carter Cash
9. Sunday Mornin' Comin' Down – 4:09
(Kris Kristofferson)
10. Flesh and Blood – 2:36
(Cash)
11. Man in Black – 2:52
(Cash)
12. Ragged Old Flag – 3:08
(Cash)
13. One Piece at a Time – 4:01
(Wayne Kemp)
14. (Ghost) Riders in the Sky – 3:44
(Stan Jones)
15. Song of the Patriot – 3:28
(Marty Robbins y Shirl Milete)
Cantada junto con Marty Robbins
16. Highwayman – 3:03
(Jimmy Webb)
Cantada junto con Willie Nelson, Waylon Jennings y Kris Kristofferson como el grupo The Highwaymen
17. The Night Hank Williams Came to Town – 3:23
(Billy Braddock y Charlie Williams)
Cantada junto con Waylon Jennings
18. The Wanderer – 4:43
(Bono, The Edge, Larry Mullen Jr. y Adam Clayton)
Cantada junto U2 de su álbum Zooropa

## Testimonios
Las siguientes personas ayudaron con testimonios y/o saludos por sus 70 años:
- June Carter Cash
- Willie Nelson
- Kris Kristofferson
- Merle Haggard
- George Jones
- Rosanne Cash
- Rodney Crowell
- Paul McCartney
- Bono (de U2)
- The Edge (de U2)
- Leonard Cohen
- John Mellencamp
- Raul Malo (de The Mavericks)
- Dave Matthews
- Tom Waits
- Chrissie Hynde
- Keith Richards
- Tom Petty
- Elvis Costello
- Ray Davies
- Nick Lowe
- Sam Shepard
- Billy Bob Thornton
- Matt McDonough (de Mudvayne)
- Shawn Crahan (de Slipknot)
- Corey Taylor (de Slipknot y Stone Sour)
- Kirk Hammett (de Metallica)
- Henry Rollins
- Shelby Lynne
- Al Gore
- Nick Cave
- Trisha Yearwood
- Steve Earle
- Tim Robbins